# Aleksej Lezin
Aleksej Vladimirovitj Lezin (ryska: Алексей Владимирович Лезин), född 27 februari 1973 i Orenburg, Sovjetunionen, är en rysk boxare som tog OS-brons i supertungviktsboxning 1996 i Atlanta. I semifinalen blev han utslagen av Vladimir Klitsjko. Fyra år senare vid OS i Sydney lyckades Lezin inte återupprepa boxningsframgångarna.